# Heinrich Fassbender
Heinrich Fassbender (* 24. Mai 1899 in Solingen; † 22. Juni 1971 in Rotenburg an der Fulda) war ein deutscher Politiker verschiedener unter anderem auch rechter und rechtsextremer Parteien.

## Leben und Beruf
Fassbender war nach der Schulausbildung zunächst als Landwirt und ab 1931 als Mitinhaber eines Futtermittelbetriebes tätig.

## Partei
Fassbender wurde 1919 Mitglied der DNVP. Bei der Reichstagswahl 1928 kandidierte er auf Platz 3 der Liste der DNVP für den Wahlkreis Provinz Hessen-Nassau und Freistaat Waldeck, wurde aber nicht gewählt.
Zum 1. Oktober 1931 trat er in die NSDAP ein (Mitgliedsnummer 654.731), verließ diese aber bereits November 1932 wieder.
1945 gründete er zusammen mit Heinrich Leuchtgens die hessische NDP, wechselte aber bereits 1946 zur damals in Hessen LDP genannten FDP. Am 17. November 1955, also bereits vor dem späteren Austritt des Ministerflügels, trat er zur DP über. 
Am 21. September 1962 begründete er mit einigen Gesinnungsgenossen die DNVP neu. Diese nationalkonservative Kleinpartei überführte er 1964 bei Gründung in die NPD, deren stellvertretender Bundesvorsitzender er wurde. 1966 wurde er hessischer Landesvorsitzender der NPD. Zur Bundestagswahl 1969 war Fassbender auf der Landesliste Hessen an Position 40 nominiert, die Fünf-Prozent-Hürde wurde von der NPD verfehlt. Am 7. November 1969 verließ Fassbender Partei und Landtagsfraktion, nachdem er keinen aussichtsreichen Listenplatz für die kommende Landtagswahl erhalten hatte.

## Abgeordneter
Fassbender gehörte dem Hessischen Landtag von 1946 bis zum 12. Februar 1948 an, als er das Mandat niederlegte, weil er zum hessischen Mitglied des Wirtschaftsrates der Bizone gewählt wurde (bis 1949). Bei der Bundestagswahl 1949 wurde er in den Deutschen Bundestag gewählt, dem er bis 1957 angehörte. 1953 wurde er als Direktkandidat im Bundestagswahlkreis Waldeck gewählt. Die CDU hatte dort auf die Aufstellung eines eigenen Kandidaten verzichtet. Obwohl als Rechtsaußen der FDP-Fraktion geltend, scheiterte er im Januar 1951 bei den Wahlen zum Fraktionsvorstand nur knapp. 1966 zog er erneut in den Hessischen Landtag ein, wo er bis zum 10. Juni 1969 NPD-Fraktionsvorsitzender war. Nach den Landtagswahlen 1970 schied er aus dem Parlament aus.
1952 wurde er Kreistagsvorsitzender des Kreises Rotenburg. Am 18. Februar 1956 wurde er vom Kreistag einstimmig aus diesem Amt abgewählt.